# Imperator: Rome
Imperator: Rome is een grand strategy ontwikkeld door Paradox Development Studio. Het spel wordt uitgegeven door Paradox Interactive en is in 2019 uitgekomen voor Linux, macOS en Windows. Het is het vervolg op Europa Universalis: Rome uit 2008.
Het spel speelt zich af tussen de vierde en eerste eeuw v.Chr., ten tijde van de opkomst van het Romeinse Rijk. Het spel start in het jaar 450 AUC (304 v.Chr.), en situeert zich zo dus bij de opkomst van de Romeinse Republiek en de climax van de Diadochenoorlogen. De map omvangt Europa, Noord-Afrika, het Midden-Oosten, Centraal-Azië en Zuid-Azië.